# Championnat d'Europe masculin de rink hockey des moins de 20 ans 1968
Navigation
Championnat d'Europe masculin -20 ans 1966 Championnat d'Europe masculin -20 ans 1969
Le Championnat d'Europe de rink hockey masculin des moins de 20 ans 1968 est la 8e édition de la compétition organisée par le Comité européen de rink hockey et réunissant les meilleures nations européennes des moins de 20 ans. Cette édition a lieu à Vigo, en Espagne.
L'équipe d'Espagne des moins de 20 ans remporte sa 6e couronne européenne de rink hockey et sa 4e consécutive.

## Participants
Six équipes prennent part à cette compétition.
- Pays-Bas
- Allemagne
- Italie
- Espagne
- France
- Portugal

## Résultats
Chaque équipe se rencontre une fois.
| Rang | Équipe    | Pts | J | G | N | P | Bp | Bc | Diff |  | Résultats |  |     |     |     |      |      |
| ---- | --------- | --- | - | - | - | - | -- | -- | ---- |  | --------- |  | --- | --- | --- | ---- | ---- |
| 1    | Espagne   | 9   | 5 | 4 | 1 | 0 | 37 | 3  | +34  |  | Espagne   |  | 1-1 | 3-2 | 8-0 | 11-0 | 14-0 |
| 2    | Portugal  | 9   | 5 | 4 | 1 | 0 | 18 | 6  | +12  |  | Portugal  |  |     | 2-1 | 4-2 | 8-0  | 3-2  |
| 3    | Italie    | 6   | 5 | 3 | 0 | 2 | 13 | 8  | +5   |  | Italie    |  |     |     | 3-1 | 3-0  | 4-2  |
| 4    | Allemagne | 4   | 5 | 2 | 0 | 3 | 11 | 20 | -9   |  | Allemagne |  |     |     |     | 2-1  | 6-4  |
| 5    | France    | 2   | 5 | 1 | 0 | 4 | 4  | 24 | -20  |  | France    |  |     |     |     |      | 3-0  |
| 6    | Pays-Bas  | 0   | 5 | 0 | 0 | 5 | 8  | 30 | -22  |  | Pays-Bas  |  |     |     |     |      |      |